# قسم كاكي الريفي (مقاطعة دشتي)
قسم كاكي الريفي (بالفارسية: دهستان کاکی) هي قسم تقع في إيران في Kaki District. يقدر عدد سكانها بـ 2,664 نسمة .